# 娄勤俭
娄勤俭（1956年12月21日—），男，汉族，贵州桐梓人，中华人民共和国政治人物。华中工学院（现华中科技大学）计算机科学和工程系毕业，计算机工学博士，研究员级高级工程师。中共第十八届中央候补委员、十九届中央委员。现任第十四届全国人大常委会委员、外事委员会主任委员。曾任中华人民共和国工业和信息化部副部长，陕西省人民政府省长，中共陕西省委书记、省人大常委会主任，中共江苏省委书记、省人大常委会主任。

## 生平

### 早年经历
1973年8月参加工作，任贵州省桐梓县复兴公社知青、民办教师、公社副书记。1975年8月加入中国共产党。1978年3月，在华中工学院计算机科学和工程系外部设备专业学习。

### 仕途
1982年2月，任电子工业部第十五研究所技术员、助理工程师。1985年9月至1988年7月，在电子工业部第十五研究所计算机组织与系统结构专业学习，获工学硕士学位。1988年7月，任电子工业部、机械电子工业部第十五研究所工业自动化研究室工程师。1990年10月，任机械电子工业部第十五研究所工业自动化研究室副主任。1993年4月，任电子工业部第十五研究所工业应用研究室主任、国家863计划CIMS主题专家。1995年3月，任电子工业部第十五研究所所长兼太极计算机公司总经理、董事长，电子工业部信息化工程总体研究中心主任，国防科工委计算机专家组长（其间：1996年9月至1997年7月，在中共中央党校一年制中青年干部培训班学习）。1998年3月，任信息产业部第十五研究所所长，总装备部科技委兼职委员。1999年2月，任信息产业部电子科学研究院副院长、第十五研究所所长。1999年4月，任信息产业部副部长、党组成员（其间：1998年5月至2003年12月，在华中科技大学计算机科学与技术学院计算机系统结构专业学习，获工学博士学位）。2008年3月，任工业和信息化部副部长、党组成员。
2010年8月，任中共陕西省委常委，陕西省人民政府党组副书记。2010年9月，兼任陕西省人民政府常务副省长。2012年11月，在中共十八大上，当选中国共产党第十八届中央委员会候补委员。2012年12月，任中共陕西省委副书记，副省长、代省长、党组书记（2013年1月当选省长）。2016年3月，任中共陕西省委书记。2016年4月27日，當選為十二届陕西省人民代表大会常务委员会主任。2017年10月，在中共十九大上，当选第十九届中央委员，2017年10月29日，任中共江苏省委书记。2018年1月31日，當選為十三届江苏省人大常委会主任。在江苏省委书记任期内，因对争议较大的江苏高考“08方案”提出许多意见引发江苏省热议。
2021年10月，卸任中共江苏省委书记职务。2021年10月23日，任全国人民代表大会财政经济委员会副主任委员。2022年1月14日，辞去江苏省人大常委会主任职务。
2023年3月，娄勤俭在十四届全国人大一次会议上当选第十四届全国人大常委会委员、外事委员会主任委员。并于2024年3月出任中國全國人大會議發言人。

### 秦岭违建别墅案
中国中央电视台在2019年1月9日播出的《一抓到底正风纪——秦岭违建整治始末》中采访到陕西省、西安市等部分原领导干部。报道称，2014年5月中共中央总书记习近平批示要求陕西省关注秦岭违建别墅。时任中共陕西省委书记赵正永未在省委常委会上对此批示进行传达学习，也未进行专题研究，只是简单地批示省委督察室会同中共西安市委尽快查清、向中共中央报送材料。时任省长娄勤俭也只是进行了圈阅。同年7月，西安市调查组上报称违建别墅已彻底查清，共计202栋。随后，中共西安市委将202栋的数据向中共陕西省委汇报，省委未做核实便于8月直接向中央上报。同年10月，习近平再次做出批示，赵正永在省委常委会上仅提了原则性要求，要求西安市认真落实。然而，不仅202栋别墅整而未治，之后秦岭北麓仍然不断出现违规新建别墅达600余栋之多。2018年7月底开始，中共中央派出以中纪委副书记徐令义为组长的专项整治工作组督导陕西省全面整治秦岭违建别墅，共拆除整治1194栋。赵正永和娄勤俭均未在该片中出镜，讲解词分别以“时任省委主要领导”和“时任省政府主要领导”称呼二人。

## 学术成就
娄勤俭曾获部级科技进步特等奖、一等奖，享受政府特殊津贴。
曾担任过攀钢连铸过程控制系统总设计师、中国载人航天计划测控计算机系统总指挥、国家信息化工作领导小组专家组成员、总装备部科技委计算机及软件技术专业组组长等职。

## 主编文集
- 《我国电子信息产品外贸结构及产业结构调整研究报告》电子工业出版社  2007-12
- 《中国电子信息产业发展模式研究》主编，中国经济出版社  2003-04
- 《电子信息产业区域演进论》主编，新华出版社  2003-09